# Neacomys musseri
Neacomys musseri és una espècie de mamífer rosegador de la família dels cricètids que es troba al Parc Nacional del Manu, al departament de Cusco del Perú i a prop de la frontera peruanobrasilera, a la riba del riu Juruá a Acre (Brasil).
N. musseri és una espècie petita de Neacomys (però més gran que N. minutus) amb el crani petit, 34 cromosomes i un NF d'entre 64 i 68. Aquesta espècie té un sistema arterial cefàlic derivat, una configuració del crani igual que la d'Oligoryzomys, una característica única dins de Neacomys. Aquesta espècie sembla reproduir-se durant l'estació de pluges.
Aquest tàxon fou anomenat en honor del mastòleg estatunidenc Guy Graham Musser.